# AlexFM
AlexFM was een Nederlandse televisieserie die tussen april 2005 en begin 2006 werd uitgezonden op muziekzender The Box.
AlexFM ging over het wel en wee van het personeel van het fictieve multiculturele radiostation AlexFM. De hoofdpersonen zijn de dj's Lin, Gina en Nissrin. Het programma maakte deel uit van een blok van programma's tussen 17 en 20 uur op de zender. De overige programma's van het blok Alex on The Box waren Mocca en de hitlijst 411. De serie, die officieel geen soap genoemd werd, maar gelabeld werd als daily drama, was scripted-unscripted opgezet (geen uitgeschreven scripts, maar alleen uitgewerkte verhaallijnen die de acteurs zelfs invulden met tekst). De serie werd opgenomen in een leegstaand kantoorpand aan de De Ruijterkade in Amsterdam.
Voor de kleine zender The Box was AlexFM een relatief duur programma en vanwege tegenvallende kijkcijfers beëindigde de eigenaar van The Box MTV Networks het programma voortijdig begin 2006. Tot september 2005 positioneerde zender The Box zich met het bijschrift Alex on the Box waar de titel van de serie ook op inspeelt.
Op maandag 27 juni 2011 maakte TeenNick bekend dat AlexFM vanaf maandag 4 juli 2011 weer te zien is op de zender. Op 4 oktober 2011 start TeenNick ook in Vlaanderen en zal ook AlexFM in de programmering opnemen en zal daarmee voor het eerst buiten Nederland te zien zijn op tv.
Sinds oktober 2012 is AlexFM niet meer te zien op TeenNick en is vervangen door onder andere Degrassi: The Next Generation.

## Acteurs en rollen
- Loes Haverkort - Lin Peters
- Dunya Khayame - Nissrin
- Karien Noordhoff - Gina
- Mimi Ferrer - Sonja Sin
- Miryanna van Reeden - Karin
- Eva van der Gucht - Fatima
- Oren Schrijver - Sunny
- Horace Cohen - Nate Blumgarten
- Janna Fassaert
- Edwin Jonker - Max
- Monique van der Werff - Tinus
- Nabila Marhaben - Samira
- David Goddyn - Lukas
- Vincent Vianen